# Восстание Мулай-Буазза
Восстание Мулай-Буазза, также События в Мулай-Буазза (араб. أحداث مولاي بوعزة‎) — вооружённые столкновения в Марокко в 1973 году, попытка левых повстанцев свергнуть режим короля Хасана II. Название происходит от горного селения, где произошёл бой 3 марта 1973 года. Восстание подавлено правительственными силами, использовано властями для ужесточения репрессий. Важным последствием стал раскол оппозиционной партии UNFP и создание USFP. Явилось важным политическим рубежом марокканских «свинцовых лет».

## Контекст и план
С 1961 года королём Марокко являлся Хасан II. Его правление получило название «годы свинца». Политическая оппозиция и социальное недовольство подавлялись репрессиями. Жёстким преследованиям подвергалась оппозиционная левая партия Национальный союз народных сил (UNFP). В 1965 подавлены массовые беспорядки в Касабланке и убит лидер марокканской оппозиции Махди Бен Барка. В 1971 подавлен военный мятеж генерала Медбуха, в 1972 — заговор генерала Уфкира. Королевский режим приобрёл все признаки полицейского государства.
Легальная политическая борьба, возможная при Мухаммеде V, стала нереальной при Хасане II. В этих условиях оппозиция резко радикализировалась. UNFP переходил на леворадикальные республиканские и социалистические позиции. В партии усилились марксистские и прокоммунистические тенденции. Эмигрантские и подпольные структуры создали конспиративное военное крыло Танзим. Революционную фракцию UNFP возглавили ветераны антиколониального движения Мохамед (Фких) Басри и Абдеррахман Юсуфи. Басри и его единомышленники сделали ставку на партизанскую войну. Такому выбору способствовал опыт идеологических союзников — Кубинской революции, Вьетконга, вооружённой антиколониальной борьбы в португальских колониях, боливийская герилья Че Гевары. В самом Марокко существовала традиция антиколониальной Освободительной армии (ALN). Фких Басри, Абдеррахман Юсуфи, Махмуд Беннуна, Омар Дакун, Ибрагим Тизнити были ветеранами ALN.
Активисты UNFP сомкнулись с радикальными группами ООП и прошли военную подготовку в Алжире, Ливии, Сирии. Эти государства социалистической ориентации были идеологически и геополитически враждебны прозападному режиму Хасана II. Алжир считался главным источником внешней угрозы королевскому Марокко. Палестинцев не устраивала позиция Хасана II в Ближневосточном конфликте, негласное сотрудничество с Израилем.
К началу 1973 года в руководстве Танзим созрел план вооружённого рейда в Марокко. Расчёт строился на внезапной атаке, закреплении в горах Атлас, развёртывании партизанской базы и последующего наступления на Рабат при поддержке населения. Акция привязывалась к 3 марта — марокканскому Дню трона того времени. Планировалось также нападение на королевскую виллу и убийство монарха.
Замысел изначально представлялся авантюрным и неосуществимым. Королевский режим Марокко был достаточно крепким, вполне контролировал положение, располагал мощными силовыми структурами и имел значительную поддержку в обществе. Понимая это, руководство UNFP дистанцировалось от акции. Но Беннуна и его соратники решили действовать. Их поддерживали иностранные союзники — алжирская спецслужба Военной безопасности (SM), ливийский лидер Муаммар Каддафи, Народный фронт освобождения Палестины во главе с Вадеем Хаддадом.
Основное содействие в организации, оснащении и финансировании оказывала SM. В то же время директор алжирской Военной безопасности Касди Мербах был другом юности директора марокканского Генерального директората территориального наблюдения (DGST) Ахмеда Длими. На этом основании Мербах информировал Длими о действиях и намерениях Танзим.
Предварительное оперативное совещание состоялось в 20-х числах января в Оране. Присутствовали полевые командиры отрядов Танзим, председательствовал Махмуд Беннуна. Они знали, что политическое руководство UNFP не поддерживает план восстания. Даже Фких Басри отказался присоединиться и не участвовал в совещании. Но решение осталось неизменным.

## Бои и подавление
Рейд в Марокко начался 25 января 1973 года. Проникновение осуществлялось с алжирской территории. Первыми границу пересекли четыре автомобиля: два Peugeot 404, Citroën DS и Ford Taunus. Шестнадцать боевиков ехали с марокканскими флагами под видом паломников, завершивших хадж. Приём удался, и дальнейший въезд осуществлялся тем же способом. До конца февраля в Марокко прибыли несколько десятков человек.
Общее командование принял Махмуд Беннуна. Его главными помощниками являлись Ибрагим Тизнити, Абдельхалим Сиди Хама, Мохамед Умда, Абдулла Малики, Сулейман Алауи, Мохамед Саах. Наибольшим боевым опытом обладал Тизнити — бывший офицер марокканской армии, с 1971 руководивший вооружённым подпольем в Марокко. Командующий Беннуна был наименее подготовлен в военном отношении. Территорию действий разделили на четыре зоны по провинциям: Хенифра, Тингир, Фигиг, Гюльмим. Центр городского подполья организовался в Касабланке под руководством Омара Дакуна. Было распределено оружие (в основном советские АК-47, полученные в Алжире) и боеприпасы.
Первые «пробные» акции проведены 2 и 5 февраля в Уджде: боевики атаковали местные общественные здания, одного охранника застрелили, другого ранили и сумели отступить без потерь. В нескольких населённых пунктах были устроены взрывы, поджоги, обстрелы. В рабатском театре заложена бомба, которую успели обнаружить и обезвредить. Однако эти действия не были скоординированы и не давали ожидаемого резонанса. В результате повстанцы утратили преимущество внезапности . Сказывалось и отсутствие у Беннуны должного военного опыта.
3 марта 1973 года основные силы повстанцев стянулись к селению Мулай-Буазза (горный хребет Средний Атлас, провинция Хенифра, ныне область Бени-Меллаль — Хенифра). Здесь находился крупный склад оружия, который решили захватить. Сама по себе цель не производила масштабного впечатления. Несколько наивный расчёт строился на шокирование властей, стягивание в горы всех боеспособных подразделений и восстание оставшихся без силового контроля крупнейших городов. Многие бойцы и командиры считали атаку несвоевременной, но дата 3 марта имела принципиальное значение.
Ударная группа разделилась на три колонны общей численностью 23 человека. Вновь не удалось скоординироваться, на сборном пункте собрались не все, не успел подойти и сам Беннуна. Первоначально атака вызвала замешательство, но охрана быстро мобилизовалась и вступила в перестрелку. Захватить склад не удалось, повстанцы отступили. Беннуна отходил в селение Амелагу (провинция Эр-Рашадия, область Драа — Тафилалет). Переход по незнакомой местности оказался труден, один из проводников, как выяснилось, был информатором марокканской госбезопасности. 5 марта опергруппа прибыла в Амелагу. Махмуд Беннуна отказался сдаться и был убит в пятичасовом ожесточённом бою (правительственная сторона применила вертолёт). Вместе с ним погиб Сулейман Алауи.
В течение двух-трёх мартовских недель госбезопасность, жандармерия и войска в основном завершили зачистку. Координировал контрповстанческие операции генерал Длими. Сложился оперативно-тактический стандарт: установление госбезопасностью местонахождения повстанцев, оцепление района жандармерией, армейский обстрел с вертолётов, наземный удар мобильного спецназа. Главное заключалось в том, что никакой заметной общественной поддержки повстанцы не обрели. Городское население оставалось пассивным, сельские жители отнеслись к повстанцам враждебно, многие крестьяне помогали жандармам.
Вслед за отрядом Беннуны были ликвидированы группы Мохамеда Сааха в Фигиге (симпатизирующий офицер королевской армии советовал Сааху срочно уходить обратно в Алжир, однако Саах рассчитывал на успех) и Абдельхалима Сиди Хамы в Тингире (Абдулла Малики попал в плен, Сиди Хама сумел вырваться из кольца и добрался до Алжира). 22 марта агенты Длими арестовали в Касабланке Омара Дакуна. Обращение с пленными и арестованными отличалось большой жестокостью.
Фких Басри старался помочь повстанцам политическими и дипломатическими методами. Он убеждал алждирские власти и европейскую общественность выступить в их поддержку и, по крайней мере, не допустить расправы. Басри вступил в конфиденциальные переговоры со сторонниками независимости Западной Сахары (именно весной 1973 был создан ПОЛИСАРИО) — чтобы они своим выступлением оттянули на себя королевские карательные силы. Однако эти усилия не дали значительного эффекта. Алжирские власти использовали марокканских повстанцев в целях своей «войны разведок» и не оказывали значительной помощи.
Последнее сопротивление продолжал опытный военный Ибрагим Тизнити. Его отряд в пятнадцать человек действовал в Гюльмиме. Тизнити надеялся на массовое восстание. Он даже пересёк границу, пополнил в Алжире боезапас и вернулся в Марокко. Было совершено несколько нападений на правительственные объекты. DGST провёл серию арестов и пытался внедрить осведомителей. Власти бросили против повстанцев парашютно-десантную часть. 8 мая 1973 повстанцы попали в окружение. Чтобы не сдаваться в плен, Тизнити принял яд. Восстание Мулай-Буазза было окончательно подавлено.

## Последствия и память
Официальная пропаганда воспользовалась событиями 1973 года: вооружённое вторжение из Алжира формально подтверждало характеристику противников монархии как «иностранных агентов». При этом власти Марокко и сам король не считали принципиальным моментом идеологию повстанцев. Хасан II рассматривал восстание как направленное против себя лично. Восстание левых радикалов он ставил в один ряд с недавним заговором крайне правого монархиста Уфкира.
Судебные процессы в Мекнесе и Кенитре начались 25 июня 1973 года. Процесс рассматривался как единый, главным обвиняемым являлся Омар Дакун. Из 149 человек только 26 непосредственно участвовали в восстании; остальные были арестованы и привлечены как политически неблагонадёжные — в том числе лидеры UNFP Абдеррахим Буабид и Омар Бенджелун. Подсудимые выступали по-разному: одни держались стойко и вызывающе, другие просили короля о помиловании. 30 августа был оглашён вердикт: 16 человек, в том числе Омар Дакун, приговорены к смертной казни, 16 — к пожизненному заключению, около 50 получили сроки от двух до тридцати четырёх лет, остальные оправданы, помилованы или амнистированы (Буабид и Бенджелун вскоре вышли по амнистии). 18 января 1974 года к расстрелу приговорены ещё 6 человек.
2 августа 1973 года совещание руководства UNFP с участием Фкиха Басри и Абдеррахмана Юсуфи констатировало не только разгром восстания, но и поражение партии. Два года спустя сторонники революционных методов борьбы — Басри, Юсуфи, Бенджелун и их соратники создали ещё более радикальный Социалистический союз народных сил (USFP). Но поражение восстания Мулай-Буазза высветило прочность королевского режима. Попытки вооружённых восстаний против Хасана II уже не предпринимались. Период 1973—1979 годов был отмечен жёстким подавлением левого подполья в Марокко. Действия USFP подавлялись репрессиями и спецоперациями (подобно убийству Бенджелуна в декабре 1975). В 1980-е основной формой протестов стали массовые беспорядки в крупных городах на социально-экономической почве. USFP активно сотрудничал с профобъединениями UMT и CDT.
1990-е ознаменовались относительной либерализацией режима Хасана II. Политические возможности оппозиции расширились, USFP сформировал крупнейшую парламентскую фракцию, в 1998 году Абдеррахман Юсуфи стал премьер-министром Марокко. Возвращение Фкиха Басри из эмиграции в 1995 году приветствовал сам король. В новых условиях USFP и его лидеры, в том числе Басри и Юсуфи, заняли гораздо более умеренные позиции.
Однако официальные оценки восстания Мулай-Буазза остаются прежними. Эти события подвергаются умолчанию и заглушению с обеих сторон — для властей это преступный мятеж, для оппозиции — нежелательный к воспоминаниям эпизод неудачной акции. Книга Мохамеда Беннуны-младшего, сына Махмуда Беннуны, названа Héros sans gloire — «Герои без славы». Полковник Мохамед Мелуки, командовавший жандармами в бою Мулай-Буазза, называет действия повстанцев «примером революционной утопии».